# Cooper Tire & Rubber Company
Cooper Tire & Rubber Company — американская компания, занимавшаяся разработкой и производством шин для легковых автомобилей и грузовиков среднего класса. Штаб-квартира компании находилась в Финдли, штат Огайо, а распространение продукции осуществляется через развитую сеть дилеров, расположенных в 10 странах. В феврале 2021 года было достигнуто соглашение о поглощении Cooper компанией Goodyear Tire and Rubber Company, сделка стоимостью 3,1 млрд долларов была окончательно оформлена в июне того же года.
Свою историю компания Cooper начинает в 1914 году, когда два брата приобрели компанию M & M Company находящуюся в Акроне (штат Огайо, США) и выпускавшую сырьё для изготовления шин и ремонтные комплекты. Дела шли успешно, и в 1917 была куплена компания Giant Tire & Rubber Company (Финдли, штат Огайо) выпускавшая новые шины. Другим совладельцем стал продавец автозапчастей из Цинциннати по имени I.J. Cooper, основавший The Cooper Corporation в 1919 году. Эти две компании слились с The Falls Rubber Company of Cuyahoga Falls и в 1930 сформировали The Master Tire & Rubber Company. В течение Второй мировой войны Master Tire выпускала по специальному заказу от вооружённых сил США надувные плоты, понтонные мосты, спасательные устройства, и водонепроницаемые сумки. В 1946 году название компании было изменено на Cooper Tire & Rubber Company. В 1960 году компания разместила свои акции на Нью-Йоркской фондовой бирже.
Компания владела 10 предприятиями, из них 4 в США, 2 в Китае, по одному в Мексике, Великобритании, Сербии и Вьетнаме, имела большую дилерскую сеть во многих странах мира. Cooper была двенадцатым по величине производителем шин в мире. Компании принадлежали бренды Avon Tires, Dean Tires, Kenda Tires, Mastercraft Tires, Starfire Tires, Oliver Tires, Mickey Thompson, Roadmaster, DickCepek, Dominator, Austone, Chengshan.